# میخائیل گراسیموف

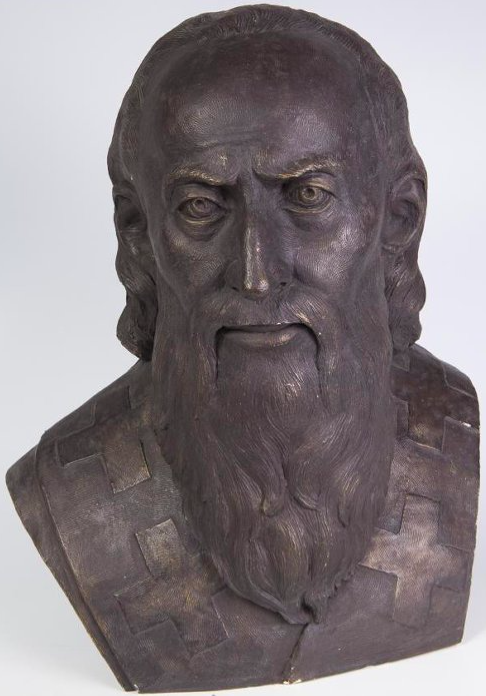
تندیس «ماکسیم، اسقف بلگورود» اثر گراسیموف

میخائیل میخایلوویچ گراسیموف (به روسی: Михаи́л Миха́йлович Гера́симов) (زادهٔ ۲ سپتامبر ۱۹۰۷- مرگ ۲۱ ژوئیه ۱۹۷۰) مردم‌شناس و باستان‌شناس نامی اهل اتحاد جماهیر شوروی بود. کار برجستهٔ او توسعهٔ دانش بازسازی چهره بر اساس قرائن با یاری دانش‌های دیرینه‌شناسی، باستان‌شناسی و انسان‌شناسی بود. گراسیموف توانست چهرهٔ بیش از دویست نفر را بازسازی کند، از آن جمله ایوان مخوف، رودکی، تیمور لنگ، یاروسلاو خردمند و فریدریش شیلر بودند.
در ۱۹۳۷ او توانست تا چهرهٔ رودکی -چامه‌سرای نامی ایرانی- را بازسازی‌نماید.